# Juan Carlos Villamayor
Juan Carlos Villamayor, paragvajski nogometaš, * 5. marec 1969.
Za paragvajsko reprezentanco je odigral 18 uradnih tekem in dosegel tri gole.